# Marcus Valerius Speratus
Marcus Valerius Speratus war ein im 2. Jahrhundert n. Chr. lebender Angehöriger der römischen Armee, der in den römischen Ritterstand aufstieg.
Durch eine Inschrift, die in Viminacium gefunden wurde, ist die Laufbahn von Speratus bekannt. Er diente zunächst als Soldat in der Legio VII Claudia, die ihr Hauptlager in Viminacium in der Provinz Moesia superior hatte. In dieser Legion stieg er zum Beneficiarius consularis auf. Nach seinem Ausscheiden aus der Armee wurde er als Mitglied des Stadtrats (Decurio municipii) in Viminacium gewählt. Danach wurde er Kommandeur (Praefectus) der Cohors I Aquitanorum, die in der Provinz Britannia stationiert war.
Speratus starb im Alter von 55 Jahren in Britannia (vixit annos LV obiit in Britannia). Der Grabstein wurde durch seine Ehefrau Lucia Afrodisia errichtet. Das Relief über der Inschrift stellt den Raub der Persephone dar.

## Datierung
Die Inschrift wird bei der Epigraphik-Datenbank Clauss-Slaby und bei der Epigraphischen Datenbank Heidelberg auf 193/235 datiert. 